# Центральное нефтегазоконденсатное месторождение
Центральное — нефтегазоконденсатное месторождение России и Казахстана, расположено в северной части акватории Каспийского моря в 150 км от Махачкалы. Глубина моря на участке — 50—70 м. Открыто в мае 2008 года.
Оператором месторождения является СП ЦентрКаспнефтегаз (Лукойл — 25 %, Газпром — 25 %, Казмунайгаз — 50 %).